# Microjassa cumbrensis
Microjassa cumbrensis är en kräftdjursart som beskrevs av Stebbing och Robertson 1891. Microjassa cumbrensis ingår i släktet Microjassa och familjen Ischyroceridae. Inga underarter finns listade i Catalogue of Life.